# Пушкарное (Суджанский район)
Пушкарное — село в Суджанском районе Курской области. Входит в состав Замостянского сельсовета.

## География
Село находится на реке Конопелька (приток Псла), в 19 км от российско-украинской границы, в 79 км к юго-западу от Курска, в 11 км к востоку от районного центра — города Суджа, в 9,5 км от центра сельсовета — Замостье.
Климат
Пушкарное, как и весь район, расположено в поясе умеренно континентального климата с тёплым летом и относительно тёплой зимой (Dfb в классификации Кёппена).
| Показатель                                                                   | Янв. | Фев. | Март | Апр. | Май  | Июнь | Июль | Авг. | Сен. | Окт. | Нояб. | Дек. | Год  |
| ---------------------------------------------------------------------------- | ---- | ---- | ---- | ---- | ---- | ---- | ---- | ---- | ---- | ---- | ----- | ---- | ---- |
| Средний суточный максимум, °C                                                | −3,5 | −2,4 | 3,7  | 13,5 | 19,8 | 23,1 | 25,6 | 25   | 18,6 | 11   | 3,9   | −0,7 | 11,5 |
| Средняя температура, °C                                                      | −5,6 | −5   | −0   | 8,7  | 15,1 | 18,8 | 21,2 | 20,4 | 14,4 | 7,6  | 1,6   | −2,7 | 7,9  |
| Средний суточный минимум, °C                                                 | −8,1 | −8,1 | −4,1 | 3,2  | 9,5  | 13,4 | 16,1 | 15,2 | 10,1 | 4,3  | −0,7  | −4,8 | 3,8  |
| Норма осадков, мм                                                            | 51   | 43   | 48   | 49   | 62   | 67   | 71   | 51   | 55   | 55   | 46    | 49   | 647  |
| Источник: Погода по месяцам c ru.climate-data.org(дата обращения: Июль 2021) |      |      |      |      |      |      |      |      |      |      |       |      |      |

## Население
| 2002 | 2010 |
| ---- | ---- |
| 378  | ↘288 |

## Инфраструктура
Личное подсобное хозяйство. Пушкарская модельная библиотека. Общеобразовательная школа. В селе 198 домов.

## Транспорт
Пушкарное находится в 6 км от автодороги регионального значения 38К-004 (Дьяконово — Суджа — граница с Украиной), в 6,5 км от автодороги 38К-028 (Обоянь — Суджа), в 6,5 км от автодороги межмуниципального значения 38Н-515 (38К-028 — Махновка — Плёхово — Уланок), на автодороге 38Н-614 (Суджа — Пушкарное с подъездом в п. Мирный), в 8 км от ближайшей ж/д станции Суджа (линия Льгов I — Подкосылев). Остановка общественного транспорта.
В 104 км от аэропорта имени В. Г. Шухова (недалеко от Белгорода).

## Достопримечательности
- Церковь Вселенского учителя Василия Великого (1879)[8]